# Памятные монеты евро Литвы
Памятные монеты евро — специальные монеты евро, выпускаемые каждой страной Еврозоны из драгоценных и недрагоценных металлов. Литва вошла в Еврозону 1 января 2015 года. Начиная с этого времени Банк Литвы стал осуществлять эмиссию национальных монет евро для регулярного обращения, а также памятных монет.

## Статистика
По состоянию на конец 2020 года было выпущено 41 разновидностей монет, в том числе 10 биметаллические, 1 из северного золота, 6 из медно-никелевого сплава, 19 из серебра 925 пробы и 5 из золота 999 пробы.
| Мельхиор    |   |   | 2 | 2  | 2 |   | 6  |
| Сев. золото | 1 |   |   |    |   |   | 1  |
| Биметалл    | 2 | 1 | 1 | 2  | 2 | 2 | 10 |
| Серебро-925 | 5 | 2 | 5 | 5  | 2 |   | 19 |
| Золото-999  | 1 | 1 |   | 2  | 1 |   | 5  |
| Всего       | 9 | 4 | 8 | 11 | 7 | 2 | 41 |

## Монеты из недрагоценных металлов

### 1,50 евро
Монеты номиналом 1,50 евро диаметром 27,50 мм и массой 11,1 г изготовлены из медно-никелевого сплава в качестве UNC.
| 2017 | | Ярмарка Казюкаса                            |
| 2017 | Аверс: стилизованный герб и название государства, номинал, год выпуска и знак монетного двора. Реверс: надпись на лит. KAZIUKO MUGĖ и атрибуты ярмарки: пасхальная верба, деревянное колесо телеги, глиняный кувшин с ложками, крендель, деревянный конёк с леденцом в виде петушка. Гурт: рубчатый. Тираж: 25 000 шт. Дизайн: Р. Й. Бялявичюс.         |                                             |
| 2017 | Литовские гончие и жемайтская лошадь |                                             |
| 2017 | Аверс: герб и название государства, номинал, год выпуска и знак монетного двора. Реверс: лошадь и две собаки, название пород животных на лит. ŽEMAITUKAS • LIETUVIŲ SKALIKAS. Гурт: рубчатый. Тираж: 25 000 шт. Дизайн: Р. Ничяене, Г. Паулаускис. |                                             |
| 2018 | | 50 лет Дню физика Вильнюсского университета |
| 2018 | Аверс: логотип праздника, герб и название государства, номинал, год выпуска и знак монетного двора. Реверс: символ праздника — динозавр Динас Заурас, парящие фигуры людей, часть Вильнюсского университета и его название на лит. VILNIAUS UNIVERSITETAS, надпись на лит. FiDi 50. Гурт: рубчатый. Тираж: 30 000 шт. Дизайн: А. Ладига, Р. Валантинас. |                                             |
| 2018 | Йонинес |                                             |
| 2018 | Аверс: Реверс: Гурт: рубчатый. Тираж: 30 000 шт. Дизайн: Э. Раткуте |                                             |
| 2019 | | Зимняя рыбалка корюшки                      |
| 2019 | Аверс: Гурт: рубчатый. Тираж: 30 000 шт. Дизайн: Э. Раткуте. |                                             |
| 2019 | Ужгавенес |                                             |
| 2019 | Аверс: Реверс: Гурт: рубчатый. Тираж: 30 000 шт. Дизайн: Г. Паулаускис. |                                             |
| 2020 | | Надежда                                     |
| 2020 | Аверс: Гурт: рубчатый. Тираж: 30 000 шт. Дизайн: Э. Раткуте. |                                             |
| 2020 | Бортевое пчеловодство |                                             |
| 2020 | Аверс: Реверс: Гурт: рубчатый. Тираж: 30 000 шт. Дизайн: В. Нарутис. |                                             |

### 2 евро
Биметаллические монеты номиналом 2 евро отчеканены из латуни и мельхиора в качестве UNC. Имеют диаметр 25,75 мм, толщину 2,2 мм и массу 8,5 г.
На реверсе — номинал, карта ЕС, 12 звёзд. Гурт — рубчатый с надписью на лит. LAISVĖ ★ VIENYBĖ ★ GEROVĖ ★.
| 2015 | | 30 лет флагу ЕС                    |
| 2015 | Аверс: стилизованные фигуры 12 человек, окруживших флаг ЕС, надпись на лит. LIETUVA 1985-2015, знак монетного двора, 12 звёзд. Тираж: 750 000 шт., в том числе 5000 шт. в качестве bUNC. Дизайн: Г. Стаматопулос, Л. Люикс. |                                    |
| 2015 | Литовский язык |                                    |
| 2015 | Аверс: буквы литовского алфавита, надпись на лит. AČIŪ, знак монетного двора, название государства и год выпуска, 12 звёзд. Тираж: 1 000 000 шт., в том числе 10 000 шт. в качестве bUNC. Дизайн: Л. Парилскис, Г. Паулаускис, Л. Люикс. |                                    |
| 2016 | | Балтийская культура                |
| 2016 | Аверс: янтарный амулет с солярным орнаментом, знак монетного двора, название государства и год выпуска, 12 звёзд. Тираж: 1 000 000 шт., в том числе 10 000 шт. в качестве bUNC. Дизайн: Й. Микульските, Г. Паулаускис, Л. Люикс. |                                    |
| 2017 | | Вильнюс                            |
| 2017 | Аверс: пейзаж Вильнюса с колокольней Вильнюсского университета, башней Бернардинского костёла и куполами православных церквей, надписи на лит. VILNIUS, название государства, знаки дизайнера и монетного двора, год выпуска, 12 звёзд. Тираж: 1 000 000 шт., в том числе 10 000 шт. в качестве bUNC. Дизайн: В. Оржекаускас, Г. Паулаускис, Л. Люикс.                  |                                    |
| 2018 | | 100 лет Прибалтийским государствам |
| 2018 | Аверс: стилизованная коса с гербами Литвы, Латвии и Эстонии и числом «100», название государства, знаки дизайнера и монетного двора, год выпуска, 12 звёзд. Тираж: 1 000 000 шт., в том числе 10 000 шт. в качестве bUNC, из которых 5000 шт. в наборе с циркуляционными монетами. Дизайн: Ю. Петрулис, Л. Люикс.                                                       |                                    |
| 2018 | Праздник песни и танца |                                    |
| 2018 | Аверс: стилизованные фигурки поющих птиц и танцующих людей, название государства, знаки дизайнера и монетного двора, год выпуска, 12 звёзд. Тираж: 500 000 шт., в том числе 5 000 шт. в качестве bUNC. Дизайн: Э. Раткуте, Л. Люикс. |                                    |
| 2019 | | Сутартинес                         |
| 2019 | Аверс: три стилизированные женские головы из которых выходят разной толщины линии, символизирующие различную полифоническую мелодию, название государства, знаки дизайнера и монетного двора, год выпуска, 12 звёзд. Тираж: 500 000 шт., в том числе 5 000 шт. в качестве bUNC, из которых 5000 шт. в наборе с циркуляционными монетами. Дизайн: Р. Римкунас, Л. Люикс. |                                    |
| 2019 | Жемайтия |                                    |
| 2019 | Аверс: герб Жемайтии, название государства, название этнографического региона «Жемайтия», знаки дизайнера и монетного двора, год выпуска, 12 звёзд. Тираж: 500 000 шт., в том числе 5 000 шт. в качестве bUNC. Дизайн: Р. Римкунас, Л. Люикс. |                                    |
| 2020 | | Аукштайтия                         |
| 2020 | Аверс: герб Аукштайтии, название государства, название этнографического региона «Аукштайтия», знаки дизайнера и монетного двора, год выпуска, 12 звёзд. Тираж: 500 000 шт., в том числе 5 000 шт. в качестве bUNC, из которых 5000 шт. в наборе с циркуляционными монетами. Дизайн: Л. Парульскис, Л. Люикс.                                                            |                                    |
| 2020 | Гора крестов |                                    |
| 2020 | Аверс: деревянные и кованые кресты, символизирующие традиционное литовское искусство обработки и украшения крестов, знаки дизайнера и монетного двора, год выпуска, 12 звёзд. Тираж: 500 000 шт., в том числе 5 000 шт. в качестве bUNC. Дизайн: Р. Й. Бялявичюс, Л. Люикс.                                                                                             |                                    |

- Монета 2021 года — 2 евро/часть тиража с ошибкой в надписи — «Бог, благослови Латвию»[1].

### 5 евро
Монета номиналом 5 евро диаметром 28,00 мм и массой 10,00 г изготовлена из северного золота в качестве proof-like.
| 2015 | | 25 лет восстановления независимости |
| 2015 | Аверс: герб и название государства, номинал и год выпуска. Реверс: лодка с парусом в виде крыльев птицы, государственный флаг, фрагмент нот и слов национального гимна, надпись на лит. NEPRIKLAUSOMYBĖS ATKŪRIMAS 25 и знак монетного двора. Гурт: рубчатый. Тираж: 25 000 шт. Дизайн: Р. Ничяене, Р. Й. Бялявичюс. |                                     |

## Монеты из серебра

### Серия «100-летие независимости»
В состав серии входят три монеты кольцеобразной формы из серебра 925 пробы и одна обычная из золота 999 пробы. Внешние и внутренние диаметры монет подобраны таким образом, что они вставляются одна в другую, формируя целостную композицию.
На аверсе изображена дата провозглашения независимости на лит. 1918 VASARIO 16-OJI, стилизованный герб и название государства, номинал, год выпуска, знак монетного двора. Рисунок на аверсах монет, вставленных одна в другую, складывается в герб Литвы.
На реверсе серебряных монет обозначены ключевые даты начального периода истории современной Литвы и надпись на лит. VALSTYBĖS ATKŪRIMAS 100.
Гурт: гладкий. Тираж: по 4000 шт. Дизайн: Л. Парулскис.
| 2018 | | Правовая система Литвы |
| 2018 | Реверс: надписи на лит. 1918 11 02 LIETUVOS VALSTYBĖS KONSTITUCIJOS PAMATINIAI DĖSNIAI, лит. 1918 11 11 PIRMOJI LIETUVOS VYRIAUSYBĖ, лит. 1918 12 03 TEISMŲ IR ADVOKATŪROS VEIKLOS PRADŽIA, лит. 1920 05 15 STEIGIAMASIS SEIMAS, лит. 1922 08 01 LIETUVOS RESPUBLIKOS KONSTITUCIJA. Номинал: 20 евро. Масса: 28,28 г. Диаметр: 65,00 мм. |                        |
| 2018 | Вооружённые силы и военизированные структуры |                        |
| 2018 | Реверс: надписи на лит. 1918 11 23 LIETUVOS KARIUOMENĖS ĮKŪRIMAS, лит. 1919 06 27 ŠAULIŲ SĄJUNGOS ĮKŪRIMAS, лит. 1918–1920 LIETUVOS NEPRIKLAUSOMYBĖS KOVOS, лит. 1919 02 10 JIEZNAS, лит. 1919 11 21–22 RADVILIŠKIS, лит. 1920 11 17–21 GIEDRAIČIAI–ŠIRVINTOS. Номинал: 10 евро. Масса: 23,30 г. Диаметр: 49,50 мм.                      |                        |
| 2018 | Дипломатия |                        |
| 2018 | Реверс: надписи на лит. 1918 03 23 VOKIETIJA PRIPAŽINO LIETUVOS NEPRIKLAUSOMYBĘ, лит. 1920 07 12 LIETUVOS IR SOVIETŲ RUSIJOS TAIKOS SUTARTIS, лит. 1921 09 22 LIETUVA TAUTŲ SĄJUNGOJE. Номинал: 5 евро. Масса: 14,44 г. Диаметр: 32,00 мм.                                                                                               |                        |

### 5 евро
Монеты диаметром 28,70 мм и массой 12,44 г изготовлены из серебра 925 пробы в качестве proof.
| 2015 | | Монета, посвящённая литературе |
| 2015 | Аверс: стилизованный герб и название государства, номинал, год выпуска и знак монетного двора. Реверс: стилизованное изображение книги. Гурт: гладкий с надписью на лит. LIETUVOS KULTŪRA ★ LITERATŪRA ★. Тираж: 4000 шт. Дизайн: Р. Й. Бялявичюс. |                                |
| 2017 | | Ярмарка Казюкаса               |
| 2017 | Аверс: стилизированный герб и название государства, номинал, год выпуска и знак монетного двора. Реверс: надпись на лит. KAZIUKO MUGĖ и атрибуты ярмарки: пасхальная верба, деревянное колесо телеги, глиняный кувшин с ложками, крендель, деревянный конёк с леденцом в виде петушка. Гурт: гладкий с атрибутами ярмарки. Тираж: 2 000 шт. Дизайн: Р. Й. Бялявичюс. |                                |
| 2018 | | Йонинес                        |
| 2018 | Аверс: Реверс: Гурт: Тираж: 3 000 шт. Дизайн: Э. Раткуте. |                                |
| 2019 | | Ужгавенес                      |
| 2019 | Аверс: Реверс: Гурт:гладкий с надписью на лит. Jei nebėgsi, išvarysim, su botagais išbaidysim! Тираж: 3 000 шт. Дизайн: Г. Паулаускис. |                                |
| 2019 | Скауты |                                |
| 2019 | Аверс: Реверс: Гурт:гладкий с повторяющейся надписью на лит. Dievui, tėvynei, artimui и знаком скаутов. Тираж: 2 500 шт. Дизайн: Г. Паулаускис. |                                |

### 10 евро
Монета диаметром 34,00 мм и массой 23,30 г изготовлена из серебра 925 пробы в качестве proof.
| 2017 | | Литовские гончие и жемайтская лошадь |
| 2017 | Аверс: герб и название государства, номинал, год выпуска и знак монетного двора. Реверс: лошадь и две собаки, название пород животных на лит. ŽEMAITUKAS • LIETUVIŲ SKALIKAS. Гурт: гладкий с изображениями следов лап и копыт. Тираж: 2000 шт. Дизайн: Р. Ничяене, Г. Паулаускис. |                                      |
| 2019 | | Зимняя рыбалка корюшки               |
| 2019 | Аверс: Реверс: Гурт: гладкий, надпись на лит. STINTA – PŪKI. Тираж: 3000 шт. Дизайн: Э. Раткуте. |                                      |

### 20 евро
Монеты диаметром 38,61 мм и массой 28,28 г изготовлены из серебра 925 пробы в качестве proof.
| 2015 | | 500 лет со дня рождения Николая Радзивилла Чёрного |
| 2015 | Аверс: герб и название государства, номинал, год выпуска и орнамент. Реверс: стилизованный портрет Н. Радзивилла, герб Радзивиллов, надпись на лит. MIKALOJUS RADVILA JUODASIS 500. Гурт: гладкий с надписью на лит. ŠTAI GIMINĖ, KURIA SUSVYRAVUSI RĖMĖS TĖVYNĖ. Тираж: 3000 шт. Дизайн: Р. Й. Бялявичюс. |                                                    |
| 2015 | | 25 лет восстановления независимости                |
| 2015 | Аверс: герб и название государства, номинал и год выпуска. Реверс: лодка с парусом в виде крыльев птицы, государственный флаг, фрагмент нот и слов национального гимна, надпись на лит. NEPRIKLAUSOMYBĖS ATKŪRIMAS 25 и знак монетного двора. Гурт: гладкий с надписью на лит. 1990 03 11 VĖL NEPRIKLAUSOMA VALSTYBĖ. Тираж: 4000 шт. Дизайн: Р. Ничяене, Р. Й. Бялявичюс. |                                                    |
| 2015 | | Геодезическая дуга Струве                          |
| 2015 | Аверс: надпись на лит. UNESCO PASAULIO PAVELDAS, стилизованное изображение меридиана, герб и название государства, номинал и год выпуска, знак монетного двора. Реверс: изображения меридиана и дуги, названия стран, по которым она проходит, триангуляционный пункт с координатами и тригонометрические построения, надпись на лит. STRUVĖS GEODEZINIS LANKAS. Гурт: гладкий с обозначением названий и координат триангуляционных пунктов на территории Литвы. Тираж: 3000 шт. Дизайн: Т. Жебраускас. |                                                    |
| 2015 | | 250 лет со дня рождения Михаила Огинского          |
| 2015 | Аверс: герб и название государства, номинал и год выпуска, фригийский колпак. Реверс: стилизованный портрет композитора, ноты, надпись на лит. MYKOLAS KLEOPAS OGINSKIS 250. Гурт: гладкий с надписью на лит. TĖVYNĖS LABUI ĮNEŠU SAVĄJĄ DALĮ. Тираж: 3000 шт. Дизайн: Р. Чигреюте, Р. Й. Бялявичюс. |                                                    |
| 2016 | | XXXI летние Олимпийские игры в Рио-де-Жанейро      |
| 2016 | Аверс: герб государства, номинал, эмблема Олимпийского комитета Литвы. Реверс: стилизованное изображение пловчихи, надпись на лит. RIO DE ŽANEIRAS 2016, знак монетного двора. Гурт: гладкий с надписью на лит. XXXI olimpiados žaidynės. Тираж: 7000 шт. Дизайн: Р. Ничяене, Г. Паулаускас. |                                                    |
| 2016 | | 25 лет независимости                               |
| 2016 | Аверс: герб и название государства, номинал, год выпуска, знак монетного двора. Реверс: эмблема ООН, дата провозглашения независимости — 17 сентября 1991, флаг Литвы и Исландии, первой признавшей её независимость, фрагменты флагов других государств. Гурт: гладкий. Тираж: 4000 шт. Дизайн: Р. Ничяене. |                                                    |
| 2017 | | 100 лет со дня рождения Альгирдаса Греймаса        |
| 2017 | Аверс: стилизованный герб на фоне семиотического квадрата, название государства, номинал, год выпуска, знак монетного двора. Реверс: на фоне семиотического квадрата стилизованный портрет Греймаса, надпись на лит. ALGIRDAS JULIUS GREIMAS 100. Гурт: гладкий с надписью на лит. BŪTI SEMIOTIKU — TAI KELTI PRASMĖS KLAUSIMĄ. Тираж: 3000 шт. Дизайн: Р. Римкунас. |                                                    |
| 2017 | | Дворец Радзивиллов в Вильнюсе                      |
| 2017 | Аверс: портал фасада первого западного корпуса Дворца Радзивиллов, герб и название государства, номинал, знак монетного двора. Реверс: резиденция Януша Радзивилла в Вильнюсе, герб Радзивиллов, год выпуска и надпись на лит. RADVILŲ RŪMAI. Гурт: гладкий с надписью на лит. ★ LIETUVOS RŪMAI IR DVARAI. Тираж: 3000 шт. Дизайн: В. Нарутис, Г. Паулаускас. |                                                    |
| 2017 | | 500-летие со дня издания Библии Франциска Скорины  |
| 2017 | Аверс: верхняя часть титульного листа книги, стилизованный герб и название государства, номинал, год выпуска и знак монетного двора. Реверс: нижняя часть титульного листа книги, надпись на лит. PRANCIŠKAUS SKORINOS RUSĖNIŠKOJI BIBLIJA 500. Гурт: гладкий с надписью на лит. ★ PRAHA 1517. Тираж: 3000 шт. Дизайн: Р. Римкунас. |                                                    |
| 2018 | | 150 лет со дня рождения Видунаса                   |
| 2018 | Аверс: стилизованный герб Литвы на мосте Королевы Луизы на фоне Тильзита, название государства, номинал, год выпуска и знак монетного двора. Реверс: портрет Видунаса, надпись на лит. VIDŪNAS 150. Гурт: гладкий с надписью на лит. KLAUSYTI NORIU IR TARNAUT ŠVIESYBEI, DORYBĖS, ŽMONIŠKUMO BŪT PAVEIKSLU. Тираж: 2500 шт. Дизайн: Л. Шюпшинскас, А. Ладига и Р. Валантинас. |                                                    |

## Монеты из золота
Монеты изготовлены из золота 999 пробы в качестве proof.
| 2015 | | Монетное дело Великого княжества Литовского |
| 2015 | Аверс: левая половина — герб времён ВКЛ, правая — современный герб и название государства в «негативном» варианте, имитирующем изображение на штемпеле. Реверс: знаки различных монетных дворов ВКЛ, название государства, номинал и год выпуска. Гурт: гладкий с двумя надписями на лат. MONETA LITUANIAE. Номинал: 50 евро. Масса: 7,78 г. Диаметр: 22,30 мм. Тираж: 5 000 шт. Дизайн: Л. Парулскис, Г. Паулаускис. |                                             |
| 2016 | | Физика                                      |
| 2016 | Аверс: герб и название государства, номинал, год выпуска и знак монетного двора на фоне изображения интерферирующих волн. Реверс: стилизованное изображение лазера, надписи на лит. LIETUVOS MOKSLAS и лит. Fizika. Гурт: гладкий. Номинал: 5 евро. Масса: 1,244 г. Диаметр: 13,92 мм. Тираж: 5 000 шт. Дизайн: Й. Микулските, Г. Паулаускис.                                                                         |                                             |
| 2018 | | Подписанты Акта о независимости Литвы       |
| 2018 | Аверс: дата провозглашения независимости на лит. 1918 VASARIO 16-OJI, стилизованный герб и название государства, номинал, год выпуска, знак монетного двора. Реверс: надпись на лит. VALSTYBĖS ATKŪRIMAS 100, факсимиле подписантов Акта о независимости Литвы. Гурт: гладкий. Номинал: 50 евро. Масса: 7,78 г. Диаметр: 16,00 мм. Тираж: 4 000 шт. Дизайн: Л. Парулскис.                                             |                                             |
| 2018 | Технологические науки |                                             |
| 2018 | Аверс: Реверс: Гурт: гладкий. Номинал: 5 евро. Масса: 1,244 г. Диаметр: 13,92 мм. Тираж: 4 000 шт. Дизайн: Э. Раткуте, Л. Шюпшинскас. |                                             |
| 2019 | | Движение борцов за свободу Литвы            |
| 2019 | Аверс: Реверс: Гурт: Номинал: 50 евро. Масса: 7,78 г. Диаметр: 22,30 мм. Тираж: 3 000 шт. Дизайн: . Раткуте. |                                             |